# Altes Amtsgericht Weißenburg

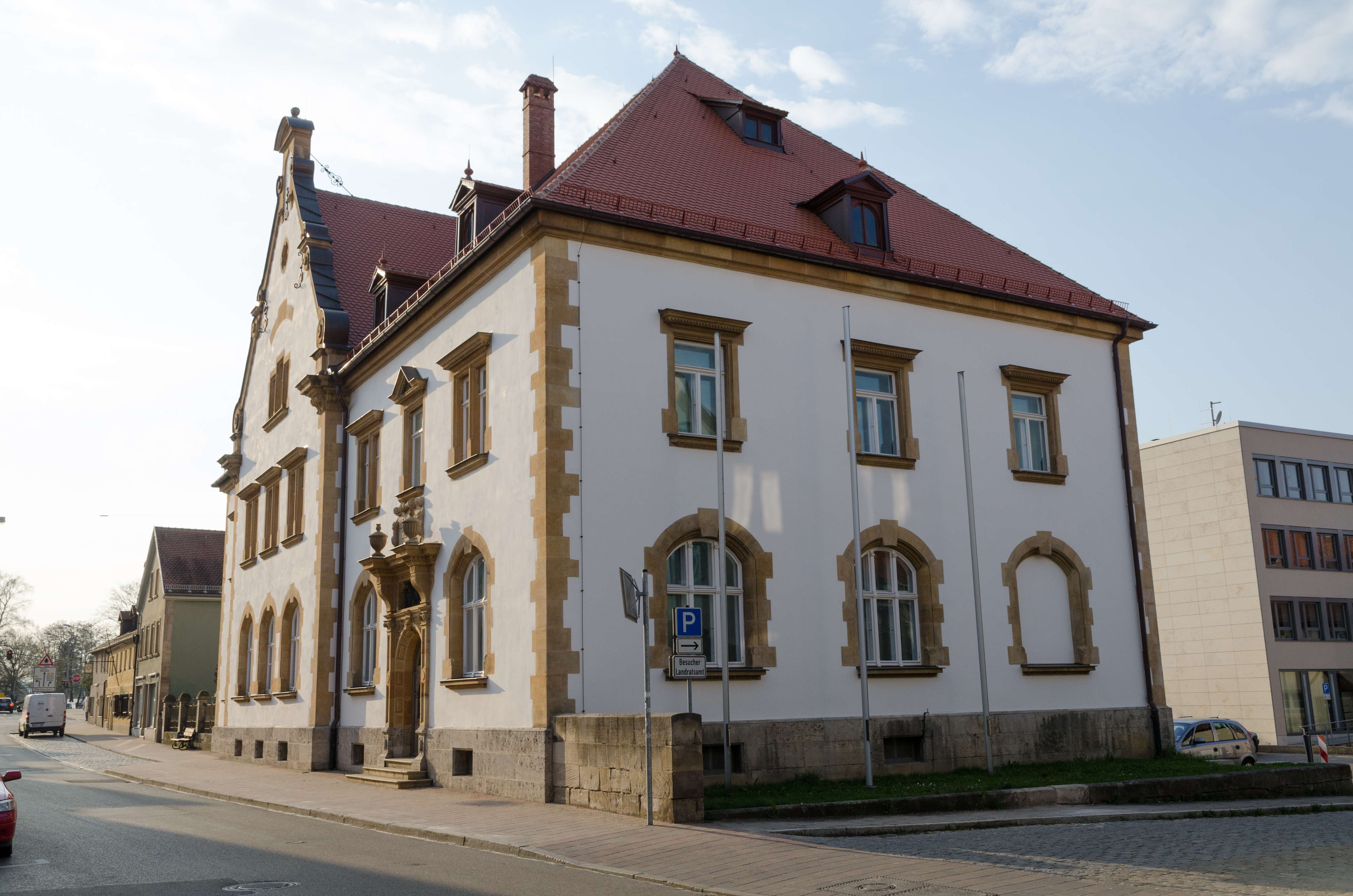
Altes Amtsgericht Weißenburg

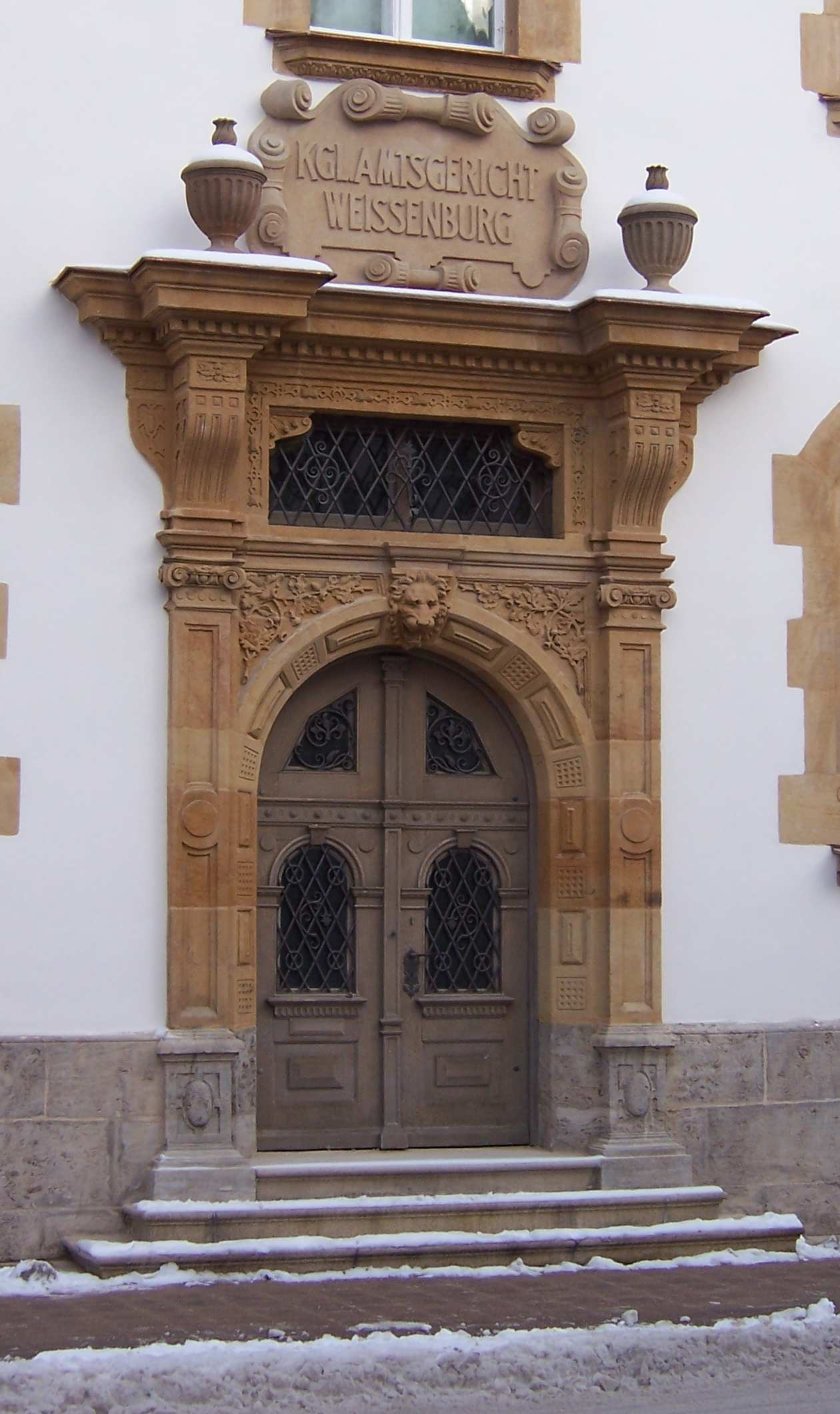
Portal des Gebäudes

Das Alte Amtsgericht in Weißenburg in Bayern ist ein Neorenaissancebau mit der Adresse Bahnhofstraße 2, das heute vom Landratsamt genutzt wird. Das heutige Amtsgerichtsgebäude der Stadt befindet sich in der Niederhofener Straße. Das Gebäude ist unter der Denkmalnummer D-5-77-177-106 als Baudenkmal in die Bayerische Denkmalliste eingetragen.
Das Gebäude steht innerhalb der denkmalgeschützten Altstadt umgeben von weiteren denkmalgeschützten Bauwerken in direkter Nachbarschaft zur Stadtbibliothek auf einer Höhe von 417 Metern über NHN.
Von 1902 bis 1904 wurde das Gebäude vom Königlichen Landbauamt Eichstätt als erster  bayerischer Repräsentativbau der Stadt erbaut. Vorher befand sich hier der im 16. Jahrhundert gebaute Zehentstadel, worin sich im 19. Jahrhundert ein Gefängnis befand. Von 1932 bis 1933 wurden insgesamt 56 Gemeinden dem Zuständigkeitsbereich des Amtsgerichts hinzugefügt. Im April 1945 wurde das Gericht von den Alliierten geschlossen und im August desselben Jahres wieder eröffnet. Mit dem Inkrafttreten des Rechtspflegergesetzes erhielt das Amtsgericht Weißenburg das Zwangsversteigerungs- und Zwangsverwaltungsgericht sowie das Konkursgericht. 1962 wurde das Gerichtsgebäude renoviert. Durch die Gebietsreform in Bayern unterstand das Amtsgericht Weißenburg seit 1973 dem Landgericht Ansbach. Das heutige Hauptgebäude des Amtsgerichtes wurde 1975 erbaut.
Das Alte Amtsgericht ist ein zweigeschossiger Walmdachbau mit Risalit, Eckquaderungen und Ziergiebel. Die Einfriedung stammt aus der Erbauungszeit. Die Straßenseite ist siebenachsig.